# Мала Лаба
Мала Лаба — річка в Росії. Бере початок в льодовиках на горі Цахвоа (3345 м) на території Краснодарського краю в межах Кавказького біосферного заповідника. На Малій Лабі розташоване селище міського типу Псебай, ряд козацьких і російських хуторів і сіл. У станиці Каладжінська Велика Лаба зливається з Малою Лабою утворюючи річку Лабу.